# Uzos
Uzos (okzitanisch: Usòs) ist eine französische Gemeinde mit 851 Einwohnern (Stand: 1. Januar 2022) im Département Pyrénées-Atlantiques in der Region Nouvelle-Aquitaine. Die Gemeinde gehört zum Arrondissement Pau und zum Kanton Ouzom, Gave et Rives du Neez (bis 2015: Kanton Pau-Ouest). Die Einwohner werden Uzossiens genannt.

## Geografie
Uzos liegt etwa vier Kilometer südöstlich von Pau in der historischen Provinz Béarn am Fluss Gave de Pau, der die Gemeinde im Norden begrenzt. Umgeben wird Uzos von den Nachbargemeinden Mazères-Lezons im Norden und Westen, Aressy im Nordosten, Rontignon im Osten und Südosten sowie Gelos im Süden und Westen.

## Bevölkerungsentwicklung
| 1962                      | 1968 | 1975 | 1982 | 1990 | 1999 | 2006 | 2013 |
| ------------------------- | ---- | ---- | ---- | ---- | ---- | ---- | ---- |
| 269                       | 361  | 524  | 560  | 664  | 709  | 732  | 714  |
| Quelle: Cassini und INSEE |      |      |      |      |      |      |      |

## Sehenswürdigkeiten
- Kirche Saint-Jacques, um 1850 erbaut

## Weinbau
Der Ort gehört zum Weinbaugebiet Béarn.